# Charlotte Kirschstein
Charlotte Kirschstein (* 6. Juli 1924 in Berlin) ist eine Malerin aus Berlin-Lichtenrade.
Ihre im Stil naiver Kunst gehaltenen Bilder zeigen Motive aus Berlin und Brandenburg, als Auftragsarbeiten entstandene Darstellungen privater Wohnhäuser sowie Ansichten der Natur.
Neben kleineren Präsentationen waren ihre Werke von 1972 bis 1994 im „Harnack House“ in Berlin-Dahlem zu besichtigen.
Von 1983 bis 1987 zeigten die traditionelle Abteilung der Galerie Brigitte Wölffer am Kurfürstendamm 206 und danach das Foyer der Theater am Kurfürstendamm von Jürgen Wölffer ihre Bilder.
Der Plischke-Kunst-Verlag Unterwössen druckte über 50 ihrer Motive auf Gruß- und Weihnachtskarten.
Charlotte Kirschstein war in zweiter Ehe verheiratet mit dem Berliner Maler und Graphiker Erhard Kirschstein (* 18. April 1920; † 6. November 1972).